# U-Bahn-Station Tscherttegasse
Die Station Tscherttegasse ist eine oberirdische Station der Wiener U-Bahn an der Linie U6 im 12. Wiener Gemeindebezirk Meidling. Sie wurde im bestehenden Zustand am 15. April 1995 im Zuge der Verlängerung der U6 nach Siebenhirten eröffnet. Schon zuvor nutzte die 1979 eingeführte Schnellstraßenbahnlinie 64 der Wiener Straßenbahn die Bahnsteig- und Zugangsanlagen. Daraus resultiert der geringe Gleisabstand, weswegen es hier keine der sonst auf der gesamten Strecke üblichen aufgeständerten Kabelkanäle zwischen den Gleisen gibt. Im B‌etrieb der Schnellstraßenbahnlinie waren die Bahnsteige passend zur Zuglänge kürzer und die Treppenzugänge einfacher eingehaust. Nördlich der Station befindet sich eine Gleisverbindung von der U6 zur Badner Bahn. Vor dem Ausbau zur U-Bahn verkehrten die Züge der Linie 64 über diese seinerzeit zweigleisig angelegte Verbindung.
Bei der Architektur sämtlicher neu erbauter Stationen des U6-Südastes wurde eine neue Verformungstechnologie von Aluminiumtrapezblech angewandt, was die Konstruktion verschieden geformter Bögen erlaubte. Die Kombination mit blau lasiertem Beton und Glas geben der Station eine Signalwirkung. Markant sind insbesondere die oben abgerundeten Aufzugstürme. Die Konstruktion stammt von Johann Georg Gsteu.
Die Station liegt am westlichen Ende der Tscherttegasse, östlich des Altmannsdorfer Friedhofs und des Kabelwerks Meidling. Südwestlich, in unmittelbarer Nähe, befindet sich außerdem die Station Schöpfwerk der Lokalbahn Wien–Baden. Nördlich der Station Tscherttegasse verläuft die Donauländebahn sowie die Pottendorfer Linie.

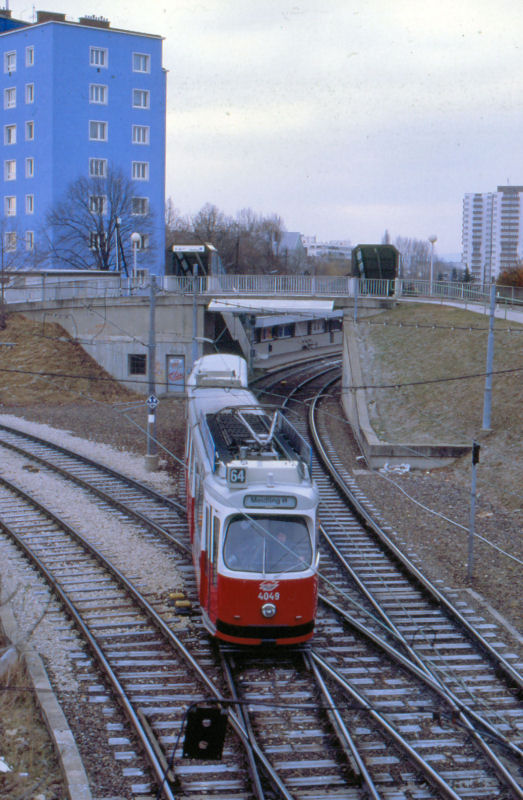
Haltestelle Tscherttegasse im Betrieb der Schnellstraßenbahnlinie 64, Dezember 1992
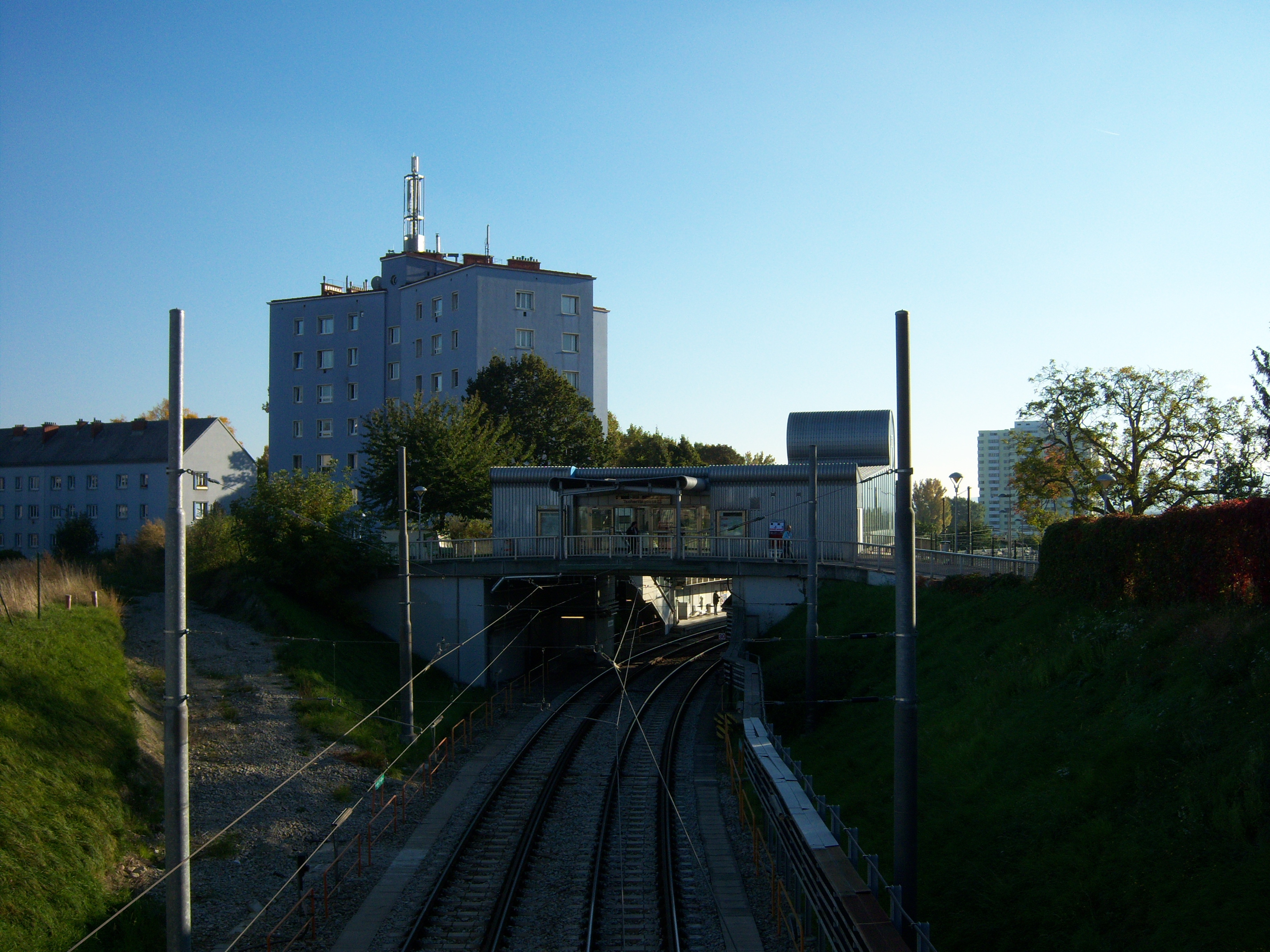
Als Zugangsstelle der Linie U6, Oktober 2010